# Джон Стюарт, граф Мар (1459—1479)
Джон Стюарт (англ. John Stewart; 1459 — 9 июня 1479), граф Мара и Гариоха (c 1459) — младший брат короля Шотландии Якова III.
Джон Стюарт был младшим сыном шотландского короля Якова II и Марии Гелдернской. Обвиненный своим старшим братом, королём Яковом III, в колдовстве и заговоре против короля, двадцатилетий Джон был в 1479 году арестован и убит: ему вскрыли вены и оставили умирать в ванне, которую он принимал. Графство Мар было конфисковано королём.